# Pou del Tros del Cinto
El Pou del Tros del Cinto és un pou del terme municipal de Castell de Mur, en territori del poble de Puigmaçana, de l'antic municipi de Mur.
És a 577 msnm, al nord de l'extrem oest dels Plans de Puigmaçana. Queda a prop i a llevant del Pou del Xic, a ponent del Corral de Cinto, corral i paratge (lo Corral de Cinto).